# Athyrium leiopodum
Athyrium leiopodum är en majbräkenväxtart som först beskrevs av Bunzo Hayata, och fick sitt nu gällande namn av Tag. Athyrium leiopodum ingår i släktet Athyrium och familjen Athyriaceae. Inga underarter finns listade.